# Инаугурация Рональда Рейгана (1985)
Вторая инаугурация Рональда Уилсона Рейгана состоялась 20 января 1985 года в частном порядке и 21 января публично. С этого события начался второй президентский срок Рейгана, который продлился до 1989 года.

## Церемония
20 января 1985 года выдалось на воскресенье, если инаугурация президента США выпадает именно на этот день недели, церемония должна быть частной, а на следующий день пройти публично.
21 января выдалось крайне холодным днём для американской столицы Вашингтона, температура опустилась до -14°C. В связи с этим, было решено, что Рейган и Буш во второй раз принесут присягу в качестве президента и вице-президента США соответственно в закрытом помещении в Капитолии, а инаугурационный парад будет отменён.

### Вступление в должность
По традиции, сначала к присяге во второй раз был приведён вице-президент США Джордж Буш-старший, его присягу принимал уже ушедший к тому моменту в отставку член Верховного суда США Поттер Стюарт.
Наступила очередь Рональда Рейгана. Как и во время его первой инаугурации в 1981 году, её принимал тогдашний председатель Верховного суда США Уоррен Бергер.
После присяги, Рейган зачитал инаугурационную речь. В ней он часто обращался к американской истории, много говорил про экономику данной страны, объявил минуту молчания в честь умершего днём ранее члена Палаты представителей от 8-го округа штата Луизиана Гилла Уильяма Лонга и т.д..
После его выступления, оркестр морской пехоты США исполнил гимн данной страны — «Знамя, усыпанное звёздами».
Трансляцию церемонии обеспечивали ряд американский изданий — CNN, ABC, CBS и NBC.